# Mosaic filtre de color

Mosaic del filtre de color Bayer. Cada submosaico de dos-per-dues conté 2 filtres verds, 1 blau i 1 vermell, cadascun d'ells cobrint un sensor d'un píxel.

En el mon de la fotografia, un  mosaic filtre de color  ( CFM ), o  matriu de filtre de color  ( CFM ), és un mosaic de minúsculs filtres de color col·locats sobre els pixels dels sensors d'imatge per capturar la informació de color.
Els filtres de color són necessaris perquè els fotosensors típics detecten la intensitat de la llum amb poc o cap especificitat de la longitud d'ona i, per tant, no poden separar la informació del color.
Com que els sensors són fets de semiconductors obeeixen la física d'estat sòlid.
Els filtres de color filtren la llum d'acord amb el rang de la longitud d'ona, de tal manera que les intensitats filtrades separades inclouen informació sobre el color de la llum. Per exemple, el filtre Bayer (mostrat a la dreta) dona informació sobre la intensitat de la llum en les regions vermelles, verdes, i blaves (RGB) de la longitud d'ona. Les dades crus (RAW) de la imatge, capturades pel sensor, són llavors convertits a una imatge a tot color (amb intensitats dels tres colors primaris representats en cada píxel) per un algorisme demosaicing que és fet a mida per a cada tipus de filtre de color. La transmetent espectral dels elements de l'arranjament de filtre de color juntament amb l'algorisme demosaicing determina la interpretació del color. L'eficàcia quàntica del pas de banda del sensor i l'ample de les respostes espectrals de l'arranjament de filtre de color són típicament més amples que l'espectre visible, així poden ser distingits tots els colors visibles. Les respostes dels filtres no corresponen generalment a les funcions d'acoblament??? de color CIE, així que és requerida una traducció de color per convertir els valors triestímul en un comú espai de color absolut.
El sensor Foveon X3 fa servir una estructura diferent, de tal manera que un pixel utilitza les propietats de multi-empalmament per apilar els sensors blaus, verds, i vermells sobre un de l'altre. Aquest acord no requereix un algorisme demosaicing perquè cada píxel té la informació completa sobre cada color. Dick Merrill de Foveon distingeix aquest acostament com un "filtre de color vertical" per al Foveon X3, versus un "filtre de color lateral" per l'arranjament de filtre de color.

## Llista d'arranjaments de filtres de color
| Imatge      | Nom          | Descripció                                                                                      | Mida del patró (píxels) |
| ----------- | ------------ | ----------------------------------------------------------------------------------------------- | ----------------------- |
| patró Bayer | Filtre Bayer | Molt comú filtre RGB. Amb un blau, un vermell, i dos verds.                                     | 2 × 2                   |
| patró RGBE  | Filtre RGBE  | Similar al Bayer amb un dels filtres verds modificat a "maragda"; usat en algunes càmeres Sony. | 2 × 2                   |
| patró CYYM  | Filtre CYYM  | Un cian, dos grocs i un magenta, usat en algunes càmeres Kodak.                                 | 2 × 2                   |
| patró CYGM  | Filtre CYGM  | Un cian, un groc, un verd i un magenta, usat en algunes càmeres.                                | 2 × 2                   |
| patró RGBW  | RGBW Bayer   | RGBW tradicional, similar als patrons Bayer i RGBE.                                             | 2 × 2                   |
| patró RGBW  | RGBW # 1     | Tres exemples de filtres RGBW de Kodak, amb 50% blanc.                                          | 4 × 4                   |
| patró RGBW  | RGBW # 2     | Tres exemples de filtres RGBW de Kodak, amb 50% blanc.                                          | 4 × 4                   |
| patró RGBW  | RGBW # 3     | Tres exemples de filtres RGBW de Kodak, amb 50% blanc.                                          | 2 × 4                   |